# Przybylut
Przybylut – staropolskie imię męskie, złożone z członów Przyby- ("przybyć, przybywać") oraz -lut ("srogi, okrutny, dziki"). Mogło oznaczać "srogi".